# Valsad (Distrikt)
Der Distrikt Valsad (Gujarati વલસાડ જિલ્લો) ist ein Distrikt des westindischen Bundesstaats Gujarat. Verwaltungssitz ist die gleichnamige Stadt Valsad.

## Geographie und Klima

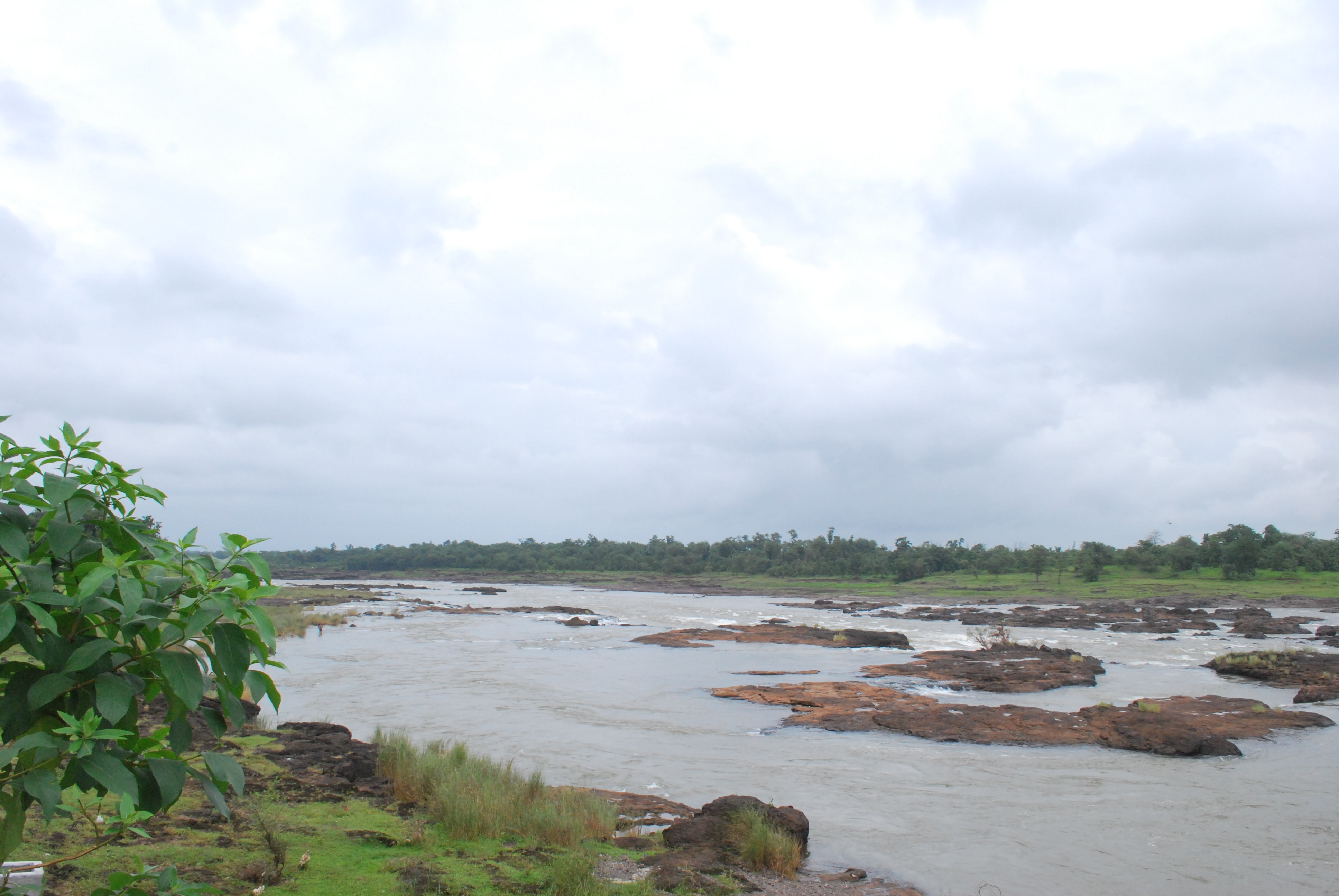
Der Fluss Par (પાર નદી) im Taluk Pardi

Die Distriktfläche beträgt 3008 km². Der Distrikt ist der südlichste Distrikt von Gujarat. Er liegt an der Küste des Arabischen Meeres und umschließt bzw. grenzt an die zum Unionsterritorium Dadra und Nagar Haveli und Daman und Diu gehörenden Territorien bzw. Distrikte Daman und Dadra und Nagar Haveli. Im Norden und Nordosten grenzt er an den Distrikt Navsari und im Süden und Osten an den Distrikt Nashik (Maharashtra).
Physiogeographisch liegt im Westen eine flache Schwemmland-Küstenebene, die zum Meer hin teilweise in salziges Marschland übergeht. Weiter östlich folgt felsiges Hügelland und an der östlichen Grenze Bergland bis zu einer Höhe von etwa 600 Metern. Die wichtigsten Fließgewässer sind Auranga, Par, Kolak, Daman Ganga und Kalu, die alle im östlichen Bergland entspringen und ins Arabische Meer münden.
Der Distrikt liegt südlich des Wendekreises des Krebses und liegt damit in den Tropen. Das Klima ist stark vom Monsun beeinflusst, der in den Monaten Juni bis September etwa 90 Prozent des Jahresniederschlags von ungefähr 1700 bis 2800 mm mit sich bringt. Etwa 79 Prozent des Niederschlags gehen durch Verdunstung wieder verloren. Die regenreichsten Monate sind Juli und August. Die Zahl der Regentage variiert zwischen 40 und 55 pro Jahr. Die maximale Tagestemperatur variiert zwischen 32,2 °C im August und 41,2 °C im April und die minimale Tagestemperatur zwischen 9,9 °C im Januar und 23,3 °C im Mai.

## Geschichte
Bis zum Jahr 1964 war der Distrikt Valsad Teil des Distrikts Surat. Nach der Teilung des Bundesstaats Bombay in die beiden Bundesstaaten Gujarat und Maharashtra am 1. Mai 1960 verblieb der Distrikt Surat bei Gujarat. Am 1. Juni 1964 wurde aus acht Taluks (Navsari, Chikhli, Bansada, Valsad, Dharampur, Pardi, Umbergaon und Gandevi) des Distrikts Surat der neue Distrikt Valsad gebildet. Am 2. Oktober 1997 wurde aus Teilen des Distrikts Valsad der neue Distrikt Navsari gebildet.

## Bevölkerung
Die Einwohnerzahl bei der Volkszählung 2011 betrug 1.705.678. Die Bevölkerungswachstumsrate im Zeitraum von 2001 bis 2011 lag bei 20,92 %. Valsad hatte 2011 ein Geschlechterverhältnis von 922 Frauen pro 1000 Männer und eine Alphabetisierungsrate von 78,55 % (Männer 84,55 %, Frauen 72,06 %). Knapp 92 % der Bevölkerung waren Hindus und 5,5 % Muslime. Christen hatten einen Anteil von 1,1 % an der Gesamtbevölkerung. Die Urbanisierungsrate des Distrikts betrug 37,2 %.

## Verwaltungsgliederung
Im Jahr 2024 war der Distrikt in fünf Tehsils gegliedert: Valsad, Pardi, Dharampur, Vapi, Kaprada und Umargam. Größte Städte sind Vapi (163.630 Einwohner) und Valsad (114.636) (Einwohnerzahlen 2011).